# チャーン・サイモンズ形式
数学において、チャーン･サイモンズ形式(英: Chern–Simons form)とは、ある第二特性類のことを指す。それらは、ゲージ理論で興味をもたれ、（特に3-形式は）チャーン・サイモンズ理論の作用を定義する。理論は陳省身とジェームズ・サイモンズの名前にちなんでいて、1974年の共著論文、題名：｢Characteristic Forms and Geometric Invariants｣の中で、この理論が生まれた。(Chern & Simons 1974)

## 定義
多様体が与えられ、多様体の上のリー代数に値を持つ1-形式(1-form)の空間を {\displaystyle \mathbf {A} } とすると、以下のようにして、（チャーン・サイモンズ）p-形式の族を定義することができる。
1-次元では、チャーン・サイモンズ 1-形式は次の式で与えられる。
{\displaystyle {\rm {Tr}}[\mathbf {A} ].}
3-次元では、チャーン・サイモンズ 3-形式 は次の式で与えられる。
{\displaystyle {\rm {Tr}}\left[\mathbf {F} \wedge \mathbf {A} -{\frac {1}{3}}\mathbf {A} \wedge \mathbf {A} \wedge \mathbf {A} \right].}
5-次元では、チャーン・サイモンズ 5-形式 は次の式で与えられる。
{\displaystyle {\rm {Tr}}\left[\mathbf {F} \wedge \mathbf {F} \wedge \mathbf {A} -{\frac {1}{2}}\mathbf {F} \wedge \mathbf {A} \wedge \mathbf {A} \wedge \mathbf {A} +{\frac {1}{10}}\mathbf {A} \wedge \mathbf {A} \wedge \mathbf {A} \wedge \mathbf {A} \wedge \mathbf {A} \right]}
ここに曲率 F は次のように定義される。
{\displaystyle \mathbf {F} =d\mathbf {A} +\mathbf {A} \wedge \mathbf {A} .}
一般のチャーン・サイモンズ形式 {\displaystyle \omega _{2k-1}} は次のような方法で定義される。
{\displaystyle d\omega _{2k-1}={\rm {Tr}}\left(F^{k}\right),}
ここにウェッジ積は Fk と定義する。この式の右辺は、接続 {\displaystyle \mathbf {A} } の k-番目のチャーン類に比例する。
一般に、チャーン・サイモンズ p-形式は任意の奇数 p に対し定義される。(定義はゲージ理論も参照のこと)。p-次元多様体の上のチャーン・サイモンズ項の積分は、大域的な幾何学的不変量であり、典型的には、整数倍を同一視するとゲージ不変（な不変量）となる。